# Famille Fox (Angleterre)
Cette page explique l’histoire ou répertorie les différents membres de la famille Fox.
La famille Fox est une famille subsistante de la noblesse britannique, originaire du comté du Wiltshire. Elle s'est distinguée par les fonctions politiques et militaires occupées par ses membres.
Elle a été illustrée par Charles James Fox, leader de la Chambre des communes (1749-1806).

## Histoire
La famille Fox est originaire du comté du Wiltshire, elle s'est ensuite établie dans le comté du Dorset.
Stephen Fox soutient la cause royaliste de Charles II, combat avec lui à la bataille de Worcester et il est récompensé à la Restauration.
La famille Fox s'est divisée en deux branches, la première ajoute à son nom « Strangways » qui devient « Fox-Strangways » en février 1758 à la suite du décès de la belle-mère du premier comte, Susannah Strangways. De plus le premier comte obtient, selon une condition successoral spéciale accordée par lettres patentes, la possibilité pour son frère, Henry Fox, futur baron Holland et sa descendance d'hériter de ses titres.
La branche cadette obtient les titres de barons Holland, le troisième baron obtient par licence royale du 18 juin 1800, le changement de son nom de « Fox » en « Vassal-Fox », cependant ce changement n'est que viager.

## Personnalités

### Comtes d'Ilchester
- Stephen Fox (1627-1716), homme politique, fils de William Fox ;
- Stephen Fox-Strangways, 1er comte d'Ilchester (1704-1776), homme politique
- Henry Fox-Strangways, 2e comte d'Ilchester (1747-1802), homme politique, fils du précédent ;
- Henry Fox-Strangways, 3e comte d'Ilchester (1787-1858), homme politique, fils du précédent ;
- William Fox-Strangways, 4e comte d'Ilchester (1795-1875), homme politique et diplomate, frère du précédent ;
- John Fox-Strangways (1803-1859), homme politique, frère du précédent ;
- Henry Fox-Strangways, 5e comte d'Ilchester (1847-1905), homme politique, fils du précédent ;
- Giles Fox-Strangways, 6e comte d'Ilchester (1874-1959), homme politique, fils du précédent ;
- Harry Fox-Strangways, 7e comte d'Ilchester (1905-1964), homme politique, fils du précédent ;
- Walter Fox-Strangways, 8e comte d'Ilchester (1887-1970), homme politique, cousin du précédent ;
- Maurice Fox-Strangways, 9e comte d'Ilchester (1920-2006), homme politique, cousin du précédent ;
- Robin Fox-Strangways, 10e comte d'Ilchester (1942-), homme d'affaires, neveu du précédent ;

### Barons Holland
- Henry Fox, 1er baron Holland (1705-1774), homme politique, fils de Stephen Fox ;
- Stephen Fox, 2e baron Holland (1745-1774), homme politique, fils du précédent ;
- Henry Vassall-Fox, 3e baron Holland (1773-1840), homme politique, fils du précédent ;
- Henry Fox, 4e baron Holland (1802-1859), homme politique, fils du précédent ;
- Charles Fox (1796-1873), homme politique et militaire, frère du précédent ;
- Charles James Fox (1749-1806), homme politique, fils de Henry Fox, 1er baron Holland ;
- Henry Fox (1755-1811), militaire, frère du précédent ;

## Titres et armoiries

### Titres
- Comte d'Ilchester (17 juin 1756)[4]
(Pairie de Grande-Bretagne)
  - Baron Ilchester et Stavordale (12 janvier 1747)[4] (Pairie de Grande-Bretagne)
  - Baron Ilchester (11 mai 1741)[4]
(Pairie de Grande-Bretagne)
- Baron Holland de Foxley (17 avril 1763)[5]
(Pairie de Grande-Bretagne)
  - Baron Holland (7 mars 1762)[5]
(Pairie de Grande-Bretagne)

### Armoiries

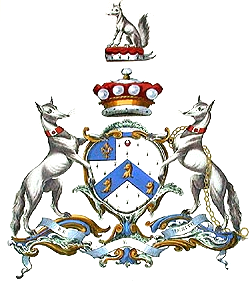
Fox

Strangways

Fox-Strangways

« D'hermine au chevron d'azur chargé de trois têtes et cous de renard arrachés d'or ; au franc-canton du second émail chargé d'une fleur de lis du troisième. »

« De sable à deux lions léopardés palés d'argent et de gueules. »

« Écartelé : aux I et IV, de sable à deux lions léopardés palés d'argent et de gueules, qui est de Strangways ; aux II et III, d'hermine au chevron d'azur chargé de trois têtes et cous de renard arrachés d'or, au franc-canton du second émail chargé d'une fleur de lis du troisième, qui est de Fox. »

## Généalogie
Cet arbre généalogique représente la lignée agnatique, par conséquent seul la descendance patronymique est développée.

### Arbre généalogique de la famille Fox
Arbre généalogique de la famille Fox
- William Fox (≈1602-?) X Elizabeth Pavey (?-?)
  - Stephen Fox (1627-1716) X (1654) Elizabeth Whittle (?-1696)
    - Jane Fox (?-1721) X (1686) George Compton, 4e comte de Northampton (1674-1727)
    - Charles Fox (?-1713) X (1679) Elizabeth Trollope (1661-1703)
    - Elizabeth Fox (≈1654-1680) X (1673) Charles Cornwallis, 3e baron Cornwallis (1655-1698)

  - Stephen Fox (1627-1716) X (1703) Christiana Hope (1677-1718)
    - Charlotte Fox (1704-1778) X (1729) Edward Digby (1693-1746)
    - Stephen Fox-Strangways, 1er comte d'Ilchester (1704-1776) X (1735) Elizabeth Horner (1723-1792)
      - Frances Fox-Strangways (?-1814) X (1777) Valentine Quin, 1er comte de Dunraven et Mount-Earl (1752-1824)
      - Lucy Fox-Strangways (?-1787) X (1771) Stephen Digby (1742-1800)
      - Susannah Fox-Strangways (1742-1827) X (1764) William O'Brien (1758-1815)
      - Henry Fox-Strangways, 2e comte d'Ilchester (1747-1802) X (1772) Mary O'Grady (1755-1790)
        - Elizabeth Fox-Strangways (1773-1846) X (1796) William Talbot (?-1800) (dont descendance) puis épouse Charles Feilding (1780-1837) en 1804 (dont descendance).
        - Mary Fox-Strangways (1776-1855) X (1794) Thomas Talbot (?-1813) puis épouse Christopher Cole (?-1836) en 1815.
        - Harriet Fox-Strangways (1780-1844) X (1799) James Frampton (?-1855)
        - Charlotte Fox-Strangways (1784-1826) X (1810) Sir Charles Lemon, 2e baronnet de Carclew (1784-1868)
        - Louisa Fox-Strangways (1785-1851) X (1808) Henry Petty-FitzMaurice, 3e marquis de Lansdowne (1780-1853)
        - Henry Fox-Strangways, 3e comte d'Ilchester (1787-1858) X (1812) Caroline Murray (1778-1819)
          - Caroline Fox-Strangways (1813-1885) X (1844) Sir Edward Kerrison, 2e baronnet de Wick House (1821-1886)
          - Theresa Fox-Strangways (1814-1874) X (1837) Edward Digby, 9e baron Digby (1809-1889)
          - Henry Fox-Strangways, lord Stavordale (1816-1837)
          - Stephen Fox-Strangways, lord Stavordale (1817-1848)

      - Henry Fox-Strangways, 2e comte d'Ilchester (1747-1802) X (1794) Maria Digby (?-1842)
        - William Fox-Strangways, 4e comte d'Ilchester (1795-1865) X (1857) Sophia Sheffield (?-?)
        - Giles Fox-Strangways (1798-1827)
        - John Fox-Strangways (1803-1859) X (1844) Amelia Marjoribanks (1815-1886)
          - Maria Fox-Strangways (1846-1922) X (1872) Arthur Hood, 2e vicomte Bridport (1839-1924)
          - Henry Fox-Strangways, 5e comte d'Ilchester (1847-1905) X (1872) Mary Dawson (1852-1935)
            - Giles Fox-Strangways, 6e comte d'Ilchester (1874-1959) X (1902) Helen Vane-Tempest-Stewart (1876-1956)
              - Mary Fox-Strangways (1903-1948) X (1924) John Herbert (?-1943)
              - Harry Fox-Strangways, 7e comte d'Ilchester (1905-1967) X (1931) Helen Ward (1907-1970)
                - Theresa Fox-Strangways (1932-1989) X (1953) Simon Monckton-Arundell, 9e vicomte Galway (1929-1971) (dont descendance) puis épouse Richard Agnew (1930-1998) en 1972 (sans descendance).
                - Giles Fox-Strangways (1934-1947)
                - Charles Fox-Strangways (1938-1958)

              - John Fox-Strangways (1908-1861)
              - Mabel Fox-Strangways (1918-1980) X (1938) Ivor Guest, 2e vicomte Wimborne (1903-1967)

            - Muriel Fox-Strangways (1876-1920) X (1903) George Digby (1867-1914)
            - Denzil Fox-Strangways (1879-1901)

      - Christian Fox-Strangways (1749-1815) X (1770) John Acland (1746-1778)
      - Stephen Fox-Strangways (1751-1836)
      - Charles Fox-Strangways (1761-1836) X (1787) Jane Haines (?-1830)
        - Susannah Fox-Strangways (?-1863) X (1830) Alexander MacDonald (?-?)
        - Frances Fox-Strangways (?-1863)
        - Charles Fox-Strangways (1789-1835)
        - Thomas Fox-Strangways (1790-1854) X (1833) Sophia Harenc (?-1870)
          - Sophia Fox-Strangways (?-1900) X (1864) Christian Newell (?-?)

        - Henry Fox-Strangways (1793-1860) X (1827) Hester Buller (1804-1865)
          - Henry Fox-Strangways (1828-1894) X (1857) Charlotte Copleston (1835-1909)
            - Henrietta Fox-Strangways (1867-1930)
            - Alice Fox-Strangways (1858-1932) X (1890) Albert Searley (?-?)
            - Eveline Fox-Strangways (1861-1928) X (1890) Ernest Copleston (1855-1933)
            - Theodore Fox-Strangways (1862-1917) X (1898) Rosamond Newton (?-1958)
              - Pamela Fox-Strangways (1970-

            - Herbert Fox-Strangways (1863-1876)
            - Margaret Fox-Strangways (1865-1951)
            - Francis Fox-Strangways (1870-1945)
            - Henry Fox-Strangways (1871-1935)
            - George Fox-Strangways (1873-1944)

          - Walter Fox-Strangways (1832-1885) X (1858) Harriet Buller (1832-1903)
            - Violet Fox-Strangways (1861-1903)
            - Mary Fox-Strangways (1868-1943) X (1895) Owen Gould (1856-1929)
            - Arthur Fox-Strangways (1859-1948)
            - Maurice Fox-Strangways (1862-1938) X (1886) Louisa Phillips (?-1946)
              - Walter Fox-Strangways, 8e comte d'Ilchester (1887-1970) X (1916) Laure Mazaraki (1895-1970)
                - Maurice Fox-Strangways, 9e comte d'Ilchester (1920-2006) X (1941) Diana Simpson (?-2011)
                - Raymond Fox-Strangways (1921-2005) X (1941) Margaret Force (1921-2020)
                  - Robin Fox-Strangways, 10e comte d'Ilchester (1942-) X (1969) Margaret Miles (?-)
                    - Simon Fox-Strangways, lord Stavordale (1972-2018)
                    - Charlotte Fox-Strangways (1974-) X (2000) Stephen Hobin (?-)

                  - Paul Fox-Strangways (1950-)

                - Doreen Fox-Strangways (1931-2008) X (1953) Peter Skelton (?-?) (dont descendance) puis épouse John Livingstone (?-?) en 1977.

              - Sylvia Fox-Strangways (1892-1895)
              - Elinor Fox-Strangways (1893-1976)
              - Vivian Fox-Strangways (1898-1974)

            - Harold Fox-Strangways (1864-1912) X (1891) Beatrice Howey (1891-1939)
              - Dorothy Fox-Strangways (1892-?) X (1914) Ernest Collings (?-1938)
              - Marjorie Fox-Strangways (1894-1980) X (1917) Wilfrid Swift (1887-1917) (sans descendance) puis épouse Harry Ridlington (?-1956) en 1919 (dont descendance).

          - Charles Fox-Strangways (1844-1910) X (1868) Annie Flory (?-1898)

        - George Fox-Strangways (1802-1858)
        - Edward Fox-Strangways (1806-1838)
        - Stephen Fox-Strangways (1811-1839)

    - Christiana Fox (1705-?)
    - Henry Fox, 1er baron Holland (1705-1774) X (1732) Penelope Dyve (?-?) (sans descendance) puis épouse Caroline Lennox (1723-1774) en 1744 (dont descendance).
      - Stephen Fox, 2e baron Holland (1745-1774) X (1766) Mary FitzPatrick (1746-1778)
        - Caroline Fox (?-1845)
        - Henry Vassall-Fox, 3e baron Holland (1773-1840) X (1797) Elizabeth Vassall (1771-1845)
          - Stephen Fox (1800-1801)
          - Charles Fox (1796-1873) X (1824) Mary FitzClarence (1798-1864) (sans descendance) puis épouse Katherine Maberly (1821-1890) en 1865 (sans descendance).
          - Henry Fox, 4e baron Holland (1802-1859) X (1833) Mary Coventry (1812-1889)
            - Mary Fox (1850-1878) X (1872) Alois de Liechtenstein, prince de Liechtenstein (1846-1920)

          - Mary Fox (1807-1891) X (1830) Thomas Powys, 3e baron Lilford (1801-1861)

      - Charles Fox (1749-1806) X (1795) Elizabeth Armistead (1750-1842)
      - Henry Fox (1755-1811) X (1786) Marianne Clayton (?-1808)
        - Louisa Fox (?-1828) X (1807) Sir Henry Bunbury, 7e baronnet de Stanney Hall (1778-1860)
        - Caroline Fox (?-1860) X (1812) William Napier (1785-1860)
        - Henry Fox (1791-1846)

## Alliances

### Branche aînée des comtes d'Ilchester
Cette famille s'est alliée aux familles : Whittle (1654), Cornwallis (1673), Trollope  (1679), Compton (1686), Hope (1703), Digby (1729, 1771, 1794, 1837 et 1903), Horner (1735), O'Brien (1764), Acland (1770), O'Grady (1772), Quin (1777), Haines (1787), Talbot (1794 et 1796), Frampton (1799), Feilding (1804), Petty-FitzMaurice (1808), Lemon (1810), Murray (1812), Cole (1815), Buller (1827 et 1858), MacDonald (1830), Harenc (1833), Kerrison (1844), Marjoribanks (1844), Copleston (1857), Sheffield (1857), Newell (1864), Flory (1868), Dawson (1872), Hood (1872), Phillips (1886), Searley (1890), Howey (1891), Gould (1895), Newton (1898), Vane-Tempest-Stewart (1902), Collings (1914), Mazaraki (1916), Swift (1917), Ridlington (1919), Herbert (1924), Ward (1931), Guest (1938), Force (1941), Simpson (1941), Monckton-Arundell (1953), Skelton (1953), Agnew (1972), Livingstone (1977), Hobin (2000), Pavey...

### Branche cadette des barons Holland
Cette famille s'est alliée aux familles : Dyve (1732), Lennox (1744), FitzPatrick (1766), Clayton (1786), Armistead (1795), Vassall (1797), Bunbury (1807), Napier (1812), FitzClarence (1824), Powys (1830), Coventry (1833), Maberly (1865), de Liechtenstein (1872)...